# Homberg, Heilige Stoel en Kraaijenberg
Homberg, Heilige Stoel en Kraaijenberg is een wijk in de Nederlandse gemeente Wijchen in het noordwesten van de hoofdplaats Wijchen.
De wijk heeft drie straatnamen, te weten Homberg, Heilige Stoel en Kraaijenberg. In het noorden grenst de wijk aan de wijken Verspreide huizen Hernense Bosch en Leur en Verspreide huizen Woezik, in het oosten aan de wijk Wijchen-Noordoost, in het zuiden aan de wijk Aalsburg en Blauwe Hof, en in het westen aan de wijk Verspreide huizen tussen Wijchen en Niftrik. De buurten Kraaijenberg en Heilige Stoel zijn vernoemd naar boerderijen die nog steeds bewoond worden.